# Börtönregény
A Börtönregény (eredeti cím: Get the Gringo, illetve How I Spent My Summer Vacation) 2012-ben bemutatott amerikai akció-thriller, melyet Adrian Grunberg rendezett. A film forgatókönyvírója, producere és főszereplője Mel Gibson.
Az Amerikai Egyesült Államokban, 2012. május 1-én, Magyarországon pedig június 21-én mutatták be a mozikban.
Nagyrészt pozitív értékeléseket kapott a kritikusoktól. A Rotten Tomatoeson a Börtönregény 81%-os minősítést kapott, 52 értékelés alapján.

## Cselekmény
A film nyitójelenetében egy bohócnak öltözött sofőr és sebesült bűntársa az amerikai rendőrség elől a mexikói határ felé menekül. A sofőr áthajt a határkerítésen, mire a korrupt mexikói rendőrök, Vasquez és Romero letartóztatják. Amikor több mint kétmillió dollárt találnak az autó hátsó ülésén, hamis vádakkal az El Pueblito börtönbe zárják, a pénzt megtartják maguknak, halott bűntársát pedig elhamvasztják. Mivel a sofőr az egyetlen ott bebörtönzött amerikai, "a Gringo" néven válik ismertté. Az El Pueblito meglepő helynek bizonyul, inkább egy kis gettóhoz, mint börtönhöz hasonlít. A Gringónak hamar sikerül kiismernie a börtön bűnözői hierarchiáját és a börtön néhány kevésbé jó hírű üzletében piti lopásokba és rablásokba bocsátkozik. Az egyik ilyen lopás szemtanúja egy névtelen kölyök (Kevin Balmore), aki bebörtönzött anyjával él és akit a börtön elítéltjei védelmeznek. A kíváncsi Gringo megpróbálja kiszedni belőle, miért védik őt annyira, de a Kölyök nem hajlandó elmondani.
Később a Gringo megakadályozza a Kölyök kudarcra ítélt merényletkísérletét Javi, az El Pueblitót irányító bűnözőcsalád vezetője ellen. Egy vita után megtudja, miért védik a Kölyköt: Javinak leállt a mája, és a Kölyök az egyetlen életképes donorja. Javi már megölte a Kölyök apját, és kivette a máját. A Gringo megfogadja, hogy megakadályozza a transzplantációt és segít megölni Javit. Eközben a Gringóra felfigyel az Egyesült Államok konzulátusának egyik alkalmazottja, aki könnyen beazonosítja, hogy hivatásos bűnöző. A Gringo és a Kölyök Javi kiiktatásán dolgoznak, a férfi pedig egyre közelebb kerül a Kölyök anyjához. A Gringo Javi kegyeibe férkőzik azzal, hogy megmenti Javi testvérét, Caracast és felfedi a Vasquez és Romero által ellopott pénzt. A Frank Fowler bűnvezérnek dolgozó gengszterek, akiktől a Gringo ellopta a pénzt, felkutatják Vasquezt és Romerót. A gengszterek megkínozzák a zsarukat, hogy kiderítsék, hol van további hiányzó kétmillió dollár. Javi emberei felbukkannak, mindenkit megölnek és elveszik a pénzt, feldühítve Fowlert, aki ismeri Javit. A konzulátus alkalmazottjának segítségével Fowler bérgyilkosokat küld El Pueblitóba, hogy megöljék Javit és a Gringót.
Az így kialakuló lövöldözés eredményeképpen a mexikói hatóságok rajtaütést terveznek a börtön ellen. Mivel Javi tudja, hogy az idő szorít, felbérli Gringót, hogy ölje meg Fowlert és azonnali transzplantációs műveletet szervez. Az Egyesült Államokban a Gringo, aki már kint van a börtönből, előcsalja Fowlert a rejtekhelyéről azzal, hogy találkozót szervez közte és a hajómágnás Thomas Kaufmann között. A Gringo úgy tesz, mintha ő lenne a volt üzlettársa, Reginald T. Barnes, aki elárulta őt, és találkozót szervez Kaufmann és Fowler között, amelynek során megöli Fowlert. Amikor a Gringo megtalálja a konzulátus alkalmazottját, értesül a küszöbön álló transzplantációs műtétről és a Kölyök megmentésére siet, aki sikertelenül próbálta májon szúrni magát. A konzulátusi alkalmazott igazolványát felhasználva a Gringo a rajtaütés során bejut a börtönbe és félbeszakítja Javi májátültetési műtétjét. Javi megölésével fenyegetőzve a Gringo arra kényszeríti Caracast, hogy szerezze vissza a Kölyök anyját, akit Javi megkínzott. Caracas két verőemberével tér vissza, de a Gringo mindkettőt megöli. Egy nővér segít Gringónak azzal, hogy úgy tesz, mintha a Gringót túszul ejtette volna. Amikor Caracas figyelme lanyhulni kezd, a Gringo lelövi a férfit. Megszerzik a pénzt és az ápolónő segít nekik megszökni a börtönből egy mentőautóban.
Az epilógusban a Gringo visszaszerzi a további hiányzó kétmillió dollárt, amelyet a lezárt parkolóban tartott menekülő autóban rejtettek el. A Gringo, a Kölyök és az anyja visszavonulnak egy idilli tengerpartra. Kaufmann felbérel két gengsztert, akik bosszút állnak az igazi Reginald Barneson, megölve őt.

## Szereplők
| Színész                 | Szereplő                   | Magyar hang       |
| ----------------------- | -------------------------- | ----------------- |
| Mel Gibson              | Richard 'a Gringo' Johnson | Sörös Sándor      |
| Kevin Balmore Hernandez | A fiú                      | Bogdán Gergő      |
| Dolores Heredia         | A fiú anyja                | Németh Borbála    |
| Daniel Giménez Cacho    | Javi Huerta                | Haás Vander Péter |
| Jesús Ochoa             | Caracas                    | Ujlaki Dénes      |
| Peter Stormare          | Frank Fowler               | Juhász György     |
| Mario Zaragoza          | Vazquez                    | Hegedüs Miklós    |
| Dean Norris             | Bill rendőr                | Jantyik Csaba     |
| Peter Gerety            | Követségi dolgozó          | Berzsenyi Zoltán  |
| Bob Gunton              | Thomas Kaufman             | Izsóf Vilmos      |

További magyar hangok: Szélyes Imre, Mikula Sándor, Pál Tamás, Koncz István, Szalay Marianna, Haagen Imre

## Fordítás
- Ez a szócikk részben vagy egészben  a   Get the Gringo című angol Wikipédia-szócikk fordításán alapul.  Az eredeti cikk szerkesztőit annak laptörténete sorolja fel. Ez a jelzés csupán a megfogalmazás eredetét és a szerzői jogokat jelzi, nem szolgál a cikkben szereplő információk forrásmegjelöléseként.